# Antonio Buenaventura
Antonio Ramirez Buenaventura, conosciuto come Col. Antonino Buenaventura (Baliuag, 4 maggio 1904 – 25 gennaio 1996), è stato un musicista e militare filippino, artista nazionale nel 1988.